# Iresine flavescens
Iresine flavescens är en amarantväxtart som beskrevs av Alexander von Humboldt, Aimé Bonpland och Carl Ludwig von Willdenow. Iresine flavescens ingår i släktet Iresine och familjen amarantväxter. Inga underarter finns listade i Catalogue of Life.